# Alexander Mitz
Alexander Mitz (* 17. Januar 1990) ist ein ehemaliger schwedischer Skispringer.

## Werdegang
Mitz, der für Holmens IF an den Start geht, gab sein internationales Debüt bei der Junioren-Weltmeisterschaft 2005 im finnischen Rovaniemi, wo er im Einzel Platz 36 und mit der Mannschaft, zu der auch Fredrik Balkåsen gehörte, den 14. und damit vorletzten Platz vor dem estnischen Team erreichte. Ein Jahr später in Kranj trat der mittlerweile 16-Jährige erneut bei der Junioren-Weltmeisterschaft an und erreichte im Einzel einen 51. und im Team einen neunten Platz. Ab September 2006 startete er im FIS Cup, wo er nach kurzen Anlaufschwierigkeiten schnell auf gute Platzierungen kam. Nachdem er beim FIS Cup 2007/08 bereits 99 Punkte erreichen konnte und auf Platz 55 der Gesamtwertung lag, erhielt er, als der FIS Cup in Vancouver stattfand, die Nominierung für den B-Kader im Skisprung-Continental-Cup, dessen Springen nur einen Tag später am 1. März 2008 stattfand. Hier gelang ihm bereits im ersten Springen mit dem 25. Platz eine Platzierung in den Punkterängen. Nach einem 30. Platz im zweiten Springen hatte Mitz jedoch keine Möglichkeiten mehr Punkte zu erkämpfen und beendete die Saison 2007/08 auf dem 136. Platz der Gesamtwertung. Nach einer Rückversetzung in den FIS Cup im September 2009 und im Dezember 2010, gewann er bei den Schwedischen Meisterschaften 2011 in Sollefteå die Silbermedaille im Team. Im Januar 2012 bekam Mitz erneut die Nominierung für den Continental Cup und sprang ab da regelmäßig in dieser Serie. Es dauerte bis zum 5. Januar 2013 in Zakopane, wo Mitz erstmals wieder Continental-Cup-Punkte gewinnen konnte.
Am 4. Februar 2012 schaffte es Mitz den bei den Schwedischen Meisterschaften 2012 in Örnsköldsvik favorisierten Carl Nordin, der nach dem ersten Sprung noch geführt hatte, zu bezwingen und sich damit erstmals in seiner Karriere einen nationalen Titel zu sichern. Von der Großschanze gewann er Silber hinter Nordin. Im März 2013 startete Mitz zum letzten Mal bei einem internationalen Wettbewerb. Bei den Schwedischen Meisterschaften 2014 in Falun gewann er im Mannschaftswettbewerb zusammen mit Johan Erikson und Simon Eklund die Goldmedaille.

## Erfolge

### Continental-Cup-Platzierungen
| Saison  | Platz | Punkte |
| ------- | ----- | ------ |
| 2007/08 | 136.  | 007    |
| 2012/13 | 170.  | 004    |

### FIS-Cup-Platzierungen
| Saison  | Platz | Punkte |
| ------- | ----- | ------ |
| 2006/07 | 207.  | 03     |
| 2007/08 | 055.  | 99     |
| 2010/11 | 172.  | 23     |
| 2011/12 | 094.  | 62     |